# Castelo Branco (circonscription électorale)
Pour les articles homonymes, voir Castelo Branco (homonymie).
La circonscription électorale de Castelo Branco est une circonscription électorale du Portugal, utilisée pour les élections législatives.
Ses frontières correspondent au district du même nom.

## Résultats

### Années 2020

#### 2025
| Parti                                      | Parti                                                   | Voix    | %     | +/-  | Sièges | +/-           |
| ------------------------------------------ | ------------------------------------------------------- | ------- | ----- | ---- | ------ | ------------- |
|                                            | AD – Coalition PSD/CDS (PPD/PSD.CDS-PP)                 | 33 625  | 33,20 | 3,93 | 2      | 1             |
|                                            | Parti socialiste (PS)                                   | 29 764  | 29,39 | 5,82 | 1      | 1             |
|                                            | Chega (CH)                                              | 24 322  | 24,02 | 3,94 | 1      | en stagnation |
|                                            | Initiative libérale (IL)                                | 3 146   | 3,11  | 0,30 | 0      | en stagnation |
|                                            | LIBRE (L)                                               | 2 652   | 2,62  | 0,56 | 0      | en stagnation |
|                                            | Coalition démocratique unitaire (PCP-PEV)               | 2 228   | 2,20  | 0,05 | 0      | en stagnation |
|                                            | Alternative démocratique nationale (ADN)                | 1 874   | 1,85  | 0,43 | 0      | en stagnation |
|                                            | Bloc de gauche (BE)                                     | 1 716   | 1,69  | 2,54 | 0      | en stagnation |
|                                            | Personnes–Animaux–Nature (PAN)                          | 946     | 0,93  | 0,43 | 0      | en stagnation |
|                                            | Parti communiste des travailleurs portugais (PCTP/MRPP) | 301     | 0,30  | 0,12 | 0      | en stagnation |
|                                            | Réagir, inclure, recycler (RIR)                         | 199     | 0,20  | 0,15 | 0      | en stagnation |
|                                            | Volt Portugal (VP)                                      | 198     | 0,20  | 0,04 | 0      | en stagnation |
|                                            | Parti populaire monarchiste (PPM)                       | 154     | 0,15  | N/A  | 0      | en stagnation |
|                                            | Ergue-te (E)                                            | 145     | 0,14  | 0,05 | 0      | en stagnation |
|                                            |                                                         |         |       |      |        |               |
| Suffrages exprimés                         | Suffrages exprimés                                      | 101 270 | 97,30 |      |        |               |
| Votes blancs                               | Votes blancs                                            | 1 494   | 1,44  |      |        |               |
| Votes invalides                            | Votes invalides                                         | 1 312   | 1,26  |      |        |               |
| Total                                      | Total                                                   | 104 076 | 100   | –    | 4      | en stagnation |
| Abstentions                                | Abstentions                                             | 58 498  | 35,98 |      |        |               |
| Inscrits/Participation                     | Inscrits/Participation                                  | 162 574 | 64,02 |      |        |               |
|                                            |                                                         |         |       |      |        |               |
| Source: Commission nationale des élections |                                                         |         |       |      |        |               |

| Parti | Parti | Parti | Parti   | Députés                             |
| ----- | ----- | ----- | ------- | ----------------------------------- |
|       | AD    |       | PPD/PSD | - Pedro de Morais - Ricardo Martins |
|       | PS    | PS    | PS      | - Nuno Cardona                      |
|       | CH    | CH    | CH      | - João Dias Ribeiro                 |

#### 2024
| Parti                                      | Parti                                                   | Voix    | %     | +/-   | Sièges | +/-           |
| ------------------------------------------ | ------------------------------------------------------- | ------- | ----- | ----- | ------ | ------------- |
|                                            | Parti socialiste (PS)                                   | 37 067  | 35,21 | 13,60 | 2      | 1             |
|                                            | Alliance démocratique (AD) (PSD-PP-PPM)                 | 30 812  | 29,27 | 0,41  | 1      | en stagnation |
|                                            | Chega (CH)                                              | 21 141  | 20,08 | 11,57 | 1      | 1             |
|                                            | Bloc de gauche (BE)                                     | 4 450   | 4,23  | 0,12  | 0      | en stagnation |
|                                            | Initiative libérale (IL)                                | 2 961   | 2,81  | 0,20  | 0      | en stagnation |
|                                            | Coalition démocratique unitaire (CDU)                   | 2 373   | 2,25  | 0,73  | 0      | en stagnation |
|                                            | Libre (L)                                               | 2 172   | 2,06  | 1,23  | 0      | en stagnation |
|                                            | Alternative démocratique nationale (ADN)                | 1 492   | 1,42  | 1,23  | 0      | en stagnation |
|                                            | Personnes–Animaux–Nature (PAN)                          | 1 427   | 1,36  | 0,36  | 0      | en stagnation |
|                                            | Parti communiste des travailleurs portugais (PCTP/MRPP) | 437     | 0,42  | 0,09  | 0      | en stagnation |
|                                            | Réagir, inclure, recycler (RIR)                         | 367     | 0,35  | 0,09  | 0      | en stagnation |
|                                            | Nouvelle Droite (ND)                                    | 316     | 0,30  | Nv.   | 0      | en stagnation |
|                                            | Volt Portugal (VP)                                      | 168     | 0,16  | Nv.   | 0      | en stagnation |
|                                            | Ergue-te (E)                                            | 100     | 0,09  | 0,03  | 0      | en stagnation |
|                                            |                                                         |         |       |       |        |               |
| Suffrages exprimés                         | Suffrages exprimés                                      | 105 283 | 97,25 |       |        |               |
| Votes blancs                               | Votes blancs                                            | 1 530   | 1,41  |       |        |               |
| Votes nuls                                 | Votes nuls                                              | 1 447   | 1,34  |       |        |               |
| Total                                      | Total                                                   | 108 260 | 100   | -     | 4      | en stagnation |
| Abstention                                 | Abstention                                              | 55 318  | 33,82 |       |        |               |
| Inscrits/Participation                     | Inscrits/Participation                                  | 163 578 | 66,18 |       |        |               |
|                                            |                                                         |         |       |       |        |               |
| Source: Commission nationale des élections |                                                         |         |       |       |        |               |

| Parti | Parti | Parti | Parti   | Députés                            |
| ----- | ----- | ----- | ------- | ---------------------------------- |
|       | PS    | PS    | PS      | - Patricia Caixinha - Nuno Fazenda |
|       | AD    |       | PPD/PSD | - Liliana Reis                     |
|       | CH    | CH    | CH      | - João Ribeiro                     |

#### 2022
| Parti                                      | Parti                                                   | Voix    | %     | +/-  | Sièges | +/-           |
| ------------------------------------------ | ------------------------------------------------------- | ------- | ----- | ---- | ------ | ------------- |
|                                            | Parti socialiste (PS)                                   | 45 634  | 48,81 | 5,87 | 3      | en stagnation |
|                                            | Parti social-démocrate (PPD/PSD)                        | 26 240  | 28,07 | 0,42 | 1      | en stagnation |
|                                            | Chega (CH)                                              | 7 959   | 8,51  | 7,18 | 0      | en stagnation |
|                                            | Bloc de gauche (BE)                                     | 4 069   | 4,35  | 7,25 | 0      | en stagnation |
|                                            | Coalition démocratique unitaire (CDU)                   | 2 784   | 2,98  | 2,01 | 0      | en stagnation |
|                                            | Initiative libérale (IL)                                | 2 444   | 2,61  | 2,00 | 0      | en stagnation |
|                                            | CDS – Parti populaire (CDS-PP)                          | 1 502   | 1,61  | 2,29 | 0      | en stagnation |
|                                            | Personnes–Animaux–Nature (PAN)                          | 935     | 1,00  | 1,50 | 0      | en stagnation |
|                                            | Libre (L)                                               | 775     | 0,83  | 0,10 | 0      | en stagnation |
|                                            | Parti communiste des travailleurs portugais (PCTP/MRPP) | 313     | 0,33  | 0,45 | 0      | en stagnation |
|                                            | Réagir, inclure, recycler (RIR)                         | 239     | 0,26  | 0,35 | 0      | en stagnation |
|                                            | Alternative démocratique nationale (ADN)                | 176     | 0,19  | 0,05 | 0      | en stagnation |
|                                            | Parti de la Terre (MPT)                                 | 154     | 0,16  | 0,09 | 0      | en stagnation |
|                                            | Mouvement Alternative socialiste (MAS)                  | 91      | 0,10  | Abs. | 0      | en stagnation |
|                                            | Nous, citoyens ! (NC)                                   | 78      | 0,08  | Abs. | 0      | en stagnation |
|                                            | Ergue-te (E)                                            | 59      | 0,06  | 0,22 | 0      | en stagnation |
|                                            | Parti travailliste portugais (PTP)                      | 43      | 0,05  | 0,13 | 0      | en stagnation |
|                                            |                                                         |         |       |      |        |               |
| Suffrages exprimés                         | Suffrages exprimés                                      | 93 495  | 97,65 |      |        |               |
| Votes blancs                               | Votes blancs                                            | 1 117   | 1,17  |      |        |               |
| Votes nuls                                 | Votes nuls                                              | 1 126   | 1,18  |      |        |               |
| Total                                      | Total                                                   | 95 738  | 100   | -    | 4      | en stagnation |
| Abstention                                 | Abstention                                              | 70 531  | 42,42 |      |        |               |
| Inscrits/Participation                     | Inscrits/Participation                                  | 166 269 | 57,58 |      |        |               |
|                                            |                                                         |         |       |      |        |               |
| Source: Commission nationale des élections |                                                         |         |       |      |        |               |

| Parti | Parti   | Parti   | Parti   | Députés                                              |
| ----- | ------- | ------- | ------- | ---------------------------------------------------- |
|       | PS      | PS      | PS      | - Ana Abrunhosa - João Paulo Catarino - Nuno Fazenda |
|       | PPD/PSD | PPD/PSD | PPD/PSD | - Claudia André                                      |

### Années 2010

#### 2019
| Parti                                      | Parti                                              | Voix    | %     | +/-  | Sièges | +/-           |
| ------------------------------------------ | -------------------------------------------------- | ------- | ----- | ---- | ------ | ------------- |
|                                            | Parti socialiste (PS)                              | 38 313  | 42,94 | 2,42 | 3      | 1             |
|                                            | Parti social-démocrate (PPD/PSD)                   | 24 676  | 27,65 | N/A  | 1      | 1             |
|                                            | Bloc de gauche (BE)                                | 10 353  | 11,60 | 1,15 | 0      | en stagnation |
|                                            | Coalition démocratique unitaire (CDU)              | 4 451   | 4,99  | 1,30 | 0      | en stagnation |
|                                            | CDS – Parti populaire (CDS-PP)                     | 3 480   | 3,90  | N/A  | 0      | en stagnation |
|                                            | Personnes–Animaux–Nature (PAN)                     | 2 231   | 2,50  | 1,64 | 0      | en stagnation |
|                                            | Chega (CH)                                         | 1 187   | 1,33  | Nv.  | 0      | en stagnation |
|                                            | Libre (L)                                          | 834     | 0,93  | 0,42 | 0      | en stagnation |
|                                            | Alliance (A)                                       | 715     | 0,80  | Nv.  | 0      | en stagnation |
|                                            | Parti communiste des travailleurs portugais (PCTP) | 694     | 0,78  | 0,30 | 0      | en stagnation |
|                                            | Initiative libérale (IL)                           | 543     | 0,61  | Nv.  | 0      | en stagnation |
|                                            | Réagir, inclure, recycler (RIR)                    | 541     | 0,61  | Nv.  | 0      | en stagnation |
|                                            | Parti uni des retraités (PURP)                     | 273     | 0,31  | 0,04 | 0      | en stagnation |
|                                            | Parti national rénovateur (PNR)                    | 247     | 0,28  | 0,23 | 0      | en stagnation |
|                                            | Parti de la Terre (MPT)                            | 226     | 0,25  | 0,21 | 0      | en stagnation |
|                                            | Parti populaire monarchiste (PPM)                  | 183     | 0,20  | 0,30 | 0      | en stagnation |
|                                            | Parti travailliste portugais (PTP)                 | 157     | 0,18  | 0,19 | 0      | en stagnation |
|                                            | Parti démocratique républicain (PDR)               | 125     | 0,14  | 0,95 | 0      | en stagnation |
|                                            |                                                    |         |       |      |        |               |
| Suffrages exprimés                         | Suffrages exprimés                                 | 89 229  | 95,24 |      |        |               |
| Votes blancs                               | Votes blancs                                       | 2 250   | 2,40  |      |        |               |
| Votes nuls                                 | Votes nuls                                         | 2 216   | 2,36  |      |        |               |
| Total                                      | Total                                              | 93 695  | 100   | -    | 4      | en stagnation |
| Abstention                                 | Abstention                                         | 76 380  | 44,91 |      |        |               |
| Inscrits/Participation                     | Inscrits/Participation                             | 170 075 | 55,09 |      |        |               |
|                                            |                                                    |         |       |      |        |               |
| Source: Commission nationale des élections |                                                    |         |       |      |        |               |

| Parti | Parti   | Parti   | Parti   | Députés                                              |
| ----- | ------- | ------- | ------- | ---------------------------------------------------- |
|       | PS      | PS      | PS      | - Eurico Brilhante - Hortense Martins - Nuno Fazenda |
|       | PPD/PSD | PPD/PSD | PPD/PSD | - Claudia André                                      |

#### 2015
| Parti                                      | Parti                                              | Voix    | %     | +/-   | Sièges | +/-           |
| ------------------------------------------ | -------------------------------------------------- | ------- | ----- | ----- | ------ | ------------- |
|                                            | Parti socialiste (PS)                              | 40 502  | 40,52 | 3,96  | 2      | en stagnation |
|                                            | Portugal en avant (PàF) (PPD/PSD-CDS-PP)           | 36 803  | 36,82 | 13,11 | 2      | en stagnation |
|                                            | Bloc de gauche (BE)                                | 10 450  | 10,45 | 6,05  | 0      | en stagnation |
|                                            | Coalition démocratique unitaire (CDU)              | 6 286   | 6,29  | 1,15  | 0      | en stagnation |
|                                            | Parti démocrate républicain (PDR)                  | 1 086   | 1,09  | Nv.   | 0      | en stagnation |
|                                            | Parti communiste des travailleurs portugais (PCTP) | 1 080   | 1,08  | 0,31  | 0      | en stagnation |
|                                            | Personnes–Animaux–Nature (PAN)                     | 860     | 0,86  | 0,13  | 0      | en stagnation |
|                                            | Parti national rénovateur (PNR)                    | 508     | 0,51  | 0,10  | 0      | en stagnation |
|                                            | Libre (L)                                          | 507     | 0,51  | Nv.   | 0      | en stagnation |
|                                            | Parti populaire monarchiste (PPM)                  | 496     | 0,50  | Abs.  | 0      | en stagnation |
|                                            | Parti de la Terre (MPT)                            | 464     | 0,46  | 0,08  | 0      | en stagnation |
|                                            | AGIR (PTP-MAS)                                     | 374     | 0,37  | 0,15  | 0      | en stagnation |
|                                            | Parti uni des retraités (PURP)                     | 272     | 0,27  | Nv.   | 0      | en stagnation |
|                                            | Nous, citoyens ! (NC)                              | 267     | 0,27  | Nv.   | 0      | en stagnation |
|                                            |                                                    |         |       |       |        |               |
| Suffrages exprimés                         | Suffrages exprimés                                 | 99 955  | 95,91 |       |        |               |
| Votes blancs                               | Votes blancs                                       | 2 091   | 2,01  |       |        |               |
| Votes nuls                                 | Votes nuls                                         | 2 166   | 2,08  |       |        |               |
| Total                                      | Total                                              | 104 212 | 100   | -     | 4      | en stagnation |
| Abstention                                 | Abstention                                         | 76 784  | 42,42 |       |        |               |
| Inscrits/Participation                     | Inscrits/Participation                             | 180 996 | 57,58 |       |        |               |
|                                            |                                                    |         |       |       |        |               |
| Source: Commission nationale des élections |                                                    |         |       |       |        |               |

| Parti | Parti | Parti | Parti   | Députés                                    |
| ----- | ----- | ----- | ------- | ------------------------------------------ |
|       | PS    | PS    | PS      | - Eurico Brilhante Dias - Hortense Martins |
|       | PàF   |       | PPD/PSD | - Alvaro Baptista - Manuel Frexes          |

#### 2011
| Parti                                      | Parti                                              | Voix    | %     | +/-  | Sièges | +/-           |
| ------------------------------------------ | -------------------------------------------------- | ------- | ----- | ---- | ------ | ------------- |
|                                            | Parti social-démocrate (PPD/PSD)                   | 41 754  | 39,84 | 8,96 | 2      | en stagnation |
|                                            | Parti socialiste (PS)                              | 38 317  | 36,56 | 5,98 | 2      | en stagnation |
|                                            | CDS – Parti populaire (CDS-PP)                     | 10 571  | 10,09 | 1,39 | 0      | en stagnation |
|                                            | Coalition démocratique unitaire (CDU)              | 5 384   | 5,14  | 0,11 | 0      | en stagnation |
|                                            | Bloc de gauche (BE)                                | 4 609   | 4,40  | 5,00 | 0      | en stagnation |
|                                            | Parti communiste des travailleurs portugais (PCTP) | 1 454   | 1,39  | 0,39 | 0      | en stagnation |
|                                            | Personnes–Animaux–Nature (PAN)                     | 770     | 0,73  | Nv.  | 0      | en stagnation |
|                                            | Parti travailliste portugais (PTP)                 | 543     | 0,52  | 0,16 | 0      | en stagnation |
|                                            | Parti national rénovateur (PNR)                    | 428     | 0,52  | 0,29 | 0      | en stagnation |
|                                            | Parti de la Terre (MPT)                            | 403     | 0,38  | 0,07 | 0      | en stagnation |
|                                            | Mouvement Espoir pour le Portugal (MEP)            | 355     | 0,34  | 0,03 | 0      | en stagnation |
|                                            | Portugal Pro-vie (PPV)                             | 219     | 0,21  | 0,01 | 0      | en stagnation |
|                                            |                                                    |         |       |      |        |               |
| Suffrages exprimés                         | Suffrages exprimés                                 | 104 807 | 95,56 |      |        |               |
| Votes blancs                               | Votes blancs                                       | 2 943   | 2,68  |      |        |               |
| Votes nuls                                 | Votes nuls                                         | 1 928   | 1,76  |      |        |               |
| Total                                      | Total                                              | 109 678 | 100   | -    | 4      | en stagnation |
| Abstention                                 | Abstention                                         | 80 936  | 42,46 |      |        |               |
| Inscrits/Participation                     | Inscrits/Participation                             | 190 614 | 57,54 |      |        |               |
|                                            |                                                    |         |       |      |        |               |
| Source: Commission nationale des élections |                                                    |         |       |      |        |               |

| Parti | Parti   | Parti   | Parti   | Députés                                    |
| ----- | ------- | ------- | ------- | ------------------------------------------ |
|       | PPD/PSD | PPD/PSD | PPD/PSD | - Carlos Costa Neves - Carlos São Martinho |
|       | PS      | PS      | PS      | - Fernando Serrasqueiro - José Socrates    |